# Cosmodes elegans

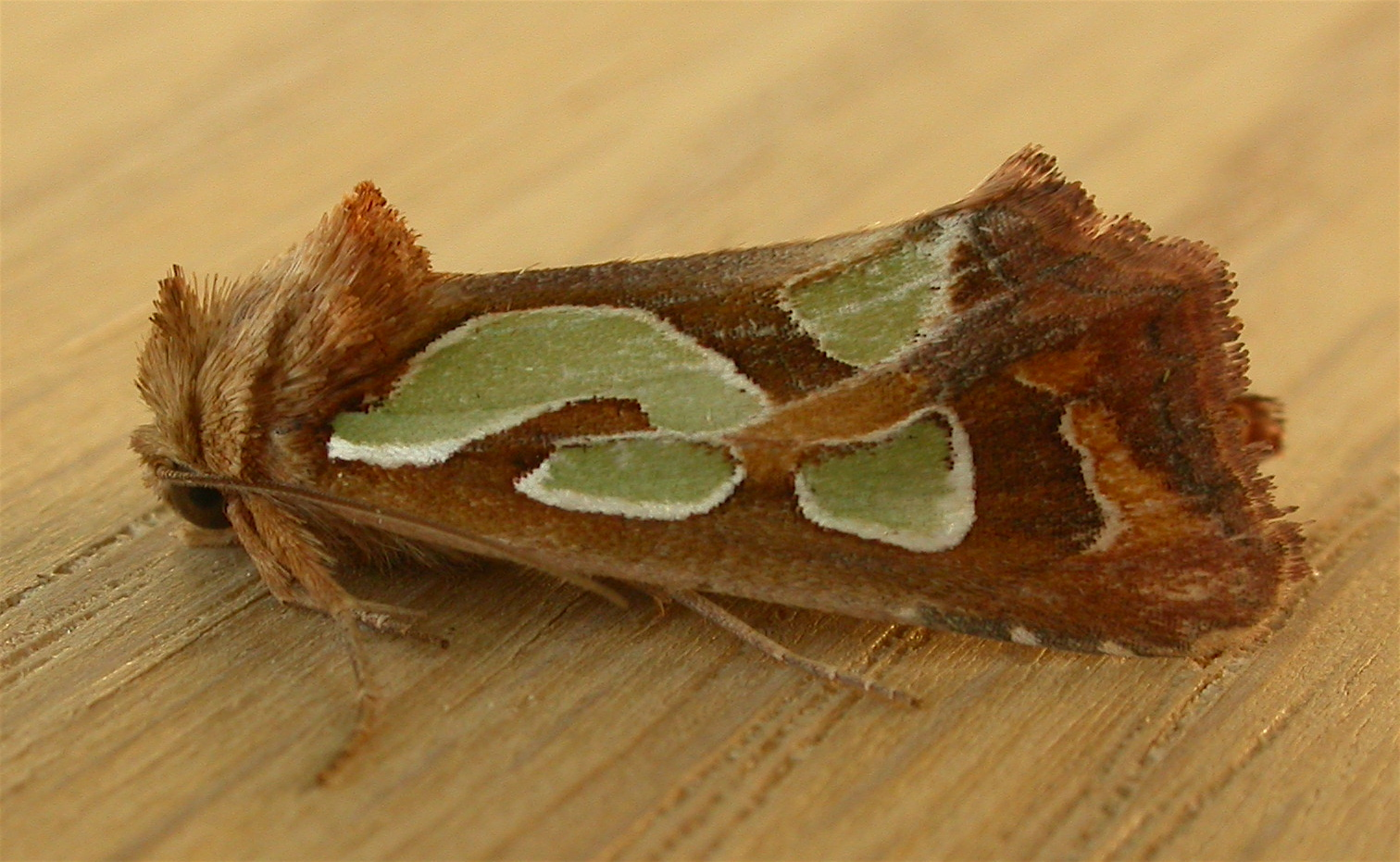
Seitenansicht

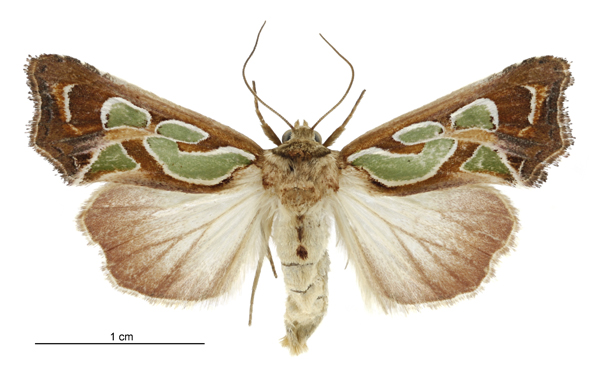
Präparat eines Weibchens

Cosmodes elegans ist ein in Australien vorkommender Schmetterling (Nachtfalter) aus der Familie der Eulenfalter (Noctuidae). 

## Merkmale

### Falter
Die Flügelspannweite der Falter  beträgt 26 bis 32 Millimeter bei den Männchen und 28 bis 36 Millimeter bei den Weibchen. Zwischen den Geschlechtern besteht farblich kein Unterschied. Die Grundfarbe der Vorderflügeloberseite variiert von hellbraun über rötlich braun bis hin zu violett braun. Arttypisch ist ein auffälliges Muster aus hellgrünen Flecken, die silberweiß umrandet sind: ein großer, sichelförmiger Fleck, der von der Basalregion bis zur Flügelmitte reicht sowie ein in der Mitte geteilter Fleck in der Diskalregion zwischen Vorder- und Innenrand. Die Hinterflügeloberseite ist zeichnungslos einfarbig hell grauweiß, Richtung Saum leicht verdunkelt. Am Thorax befindet sich ein dichtes rotbraunes Haarbüschel.

### Raupe
Ausgewachsene Raupen sind hellgrün gefärbt und zeigen eine blasse weißliche Seitenlinie sowie schwarze Stigmen. Der kleine  Kopf ist gelbgrün.

### Ähnliche Arten
Aufgrund der sehr markanten Zeichnung sind die Falter von Cosmodes elegans unverwechselbar.

## Verbreitung und Lebensraum
Die Verbreitung der Art erstreckt sich entlang der Ost- und Südostküste Australiens einschließlich Tasmaniens und der Norfolkinsel. Ein weiteres Vorkommensgebiet befindet sich im Südwesten des Kontinents südlich von Perth. In Neuseeland tritt die Art jahrweise auf. Cosmodes elegans besiedelt bevorzugt Waldlichtungen.

## Lebensweise
Die Falter sind nachtaktiv. Sie sind das gesamte Jahr hindurch anzutreffen, schwerpunktmäßig zwischen Februar und April. Sie besuchen künstliche Lichtquellen. Die Raupen ernähren sich von den Blättern von Verbenen- (Verbena), Moorglöckchen- (Wahlenbergia) oder Lobelienarten (Lobelia).